# O Último Desejo
O Último Desejo (em polaco: Ostatnie życzenie) é o primeiro dos dois livros que colecionam contos (sendo o outro A Espada do Destino) do escritor de fantasia Andrzej Sapkowski e que antecedem os romances da série Wiedźmin (The Witcher). Traduzido para várias línguas, a primeira edição polaca do livro foi publicada em 1993, chegando ao Brasil em 2011.
A coleção emprega uma estrutura de narrativa moldura e contém 7 contos centrais; Geralt de Rívia, depois de ter sido ferido em batalha, repousa em um templo. Durante esse tempo, ele tem flashbacks de acontecimentos recentes em sua vida, com cada um destes formando uma história própria.

## Recepção e significância
Em 2011, o primeiro-ministro polonês Donald Tusk deu ao presidente Barack Obama presentes diplomáticos em sua visita à Polônia, como é de costume. Um deles era uma cópia assinada de O Último Desejo.
A edição em inglês do livro foi colocada na New York Times Best Seller list em junho de 2015, coincidindo com a data do lançamento do esperado jogo The Witcher 3: Wild Hunt.